# Eduardo Martini
Carlos Eduardo Porta Martini (São Paulo, 25 de junho de 1964) é um ator, dançarino e diretor brasileiro. Ele atua nos palcos desde os 16 anos e com uma carreira de mais de 40 anos. Formou-se no Tablado ao lado de nomes como Fernanda Torres e Elizângela.
Em 2022, ele venceu o seu primeiro Prêmio Bibi Ferreira na categoria de Melhor Ator de Peça Teatral, por seu papel como Clodovil Hernandes em Simplesmente Clô.

## Carreira

### Televisão
- 1983 - Voltei pra Você - Rodrigo
- 1988 - Vale Tudo - Gerente do Hotel
- 1992 - Deus nos Acuda - Querubim
- 1994/1995 - Escolinha do Professor Raimundo - Nuno Matos/Seu Antônio Casado
- 1996 - Chico Total - Telma (Martino)
- 1997 - Por Amor - Patino
- 1999 - Escolinha do Professor Raimundo - Seu Eça de Quental
- 2001 - O Clone - Cotia
- 2004/2006 - Nina e Nuno - Nuno
- 2006 - Cristal - Detetive Ribeiro
- 2008 - Casos e Acasos - Belmiro
- 2009 - Uma Noite no Castelo - Arsênio Dúbio
- 2006/2010 - Programa Hebe Camargo - Neide Boa Sorte[4]

### Filme
- 1998 - Orgasmo Total (curta-metragem)
- 2000 - Um Anjo Trapalhão
- 2014 - Estatísticas (curta-metragem)
- 2018 - Os Farofeiros
- 2020 - Dois Mais Dois

### Teatro
- 2020 - "Simplesmente Clô"[5] - Clodovil Hernandes

## Prêmios
- Prêmio Bibi Ferreira 2022 - Melhor Ator em Peça Teatral[6]